# Farnham (Essex)
Farnham – wieś w Anglii, w hrabstwie Essex, w dystrykcie Uttlesford. Leży 30 km na północny zachód od miasta Chelmsford i 48 km na północny wschód od Londynu.